# Winter Park (Floride)
Pour les articles homonymes, voir Winter Park.
Winter Park est une ville du comté d'Orange dans l'État de Floride aux États-Unis, dans la banlieue nord d'Orlando.
La population est de 27 852 habitants.

## Historique
Le site a été habité par des Européens à partir de 1858, mais ne s'est réellement développé qu'à partir de 1880, avec l'arrivée du South Florida Railroad (en).

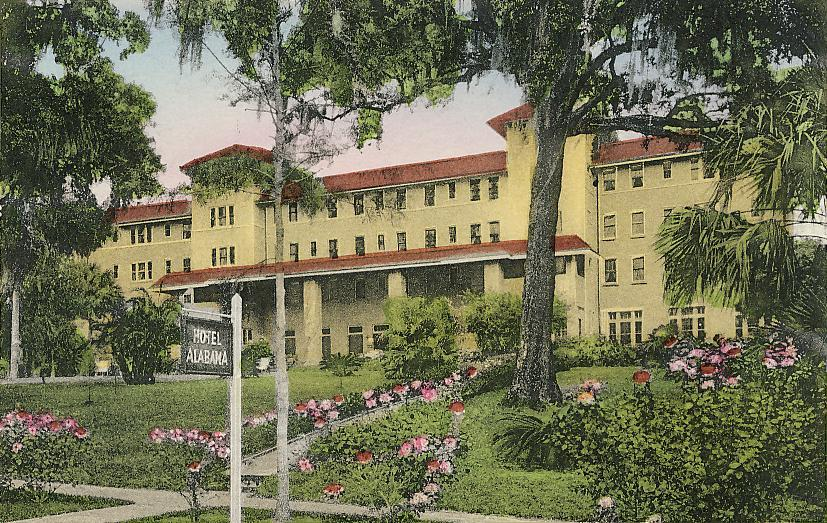
L'hôtel Alabama à Winter Park.

## Démographie
| 1890 | 1900 | 1910 | 1920  | 1930  | 1940  |
| ---- | ---- | ---- | ----- | ----- | ----- |
| 270  | 366  | 570  | 1 078 | 3 686 | 4 715 |

| 1950  | 1960  | 1970   | 1980   | 1990   | 2000   |
| ----- | ----- | ------ | ------ | ------ | ------ |
| 8 250 | 7 162 | 21 895 | 22 339 | 22 242 | 24 090 |

| 2010   | - | - | - | - | - |
| ------ | - | - | - | - | - |
| 27 852 | - | - | - | - | - |